# Wukari
Wukari   este un oraș  în partea de est a Nigeriei, în statul Taraba. La recensământul din anul 1991 avea o populație de 53.050 locuitori.